# Norremark
Norremark är en stadsdel i Växjö. Det är främst ett handels- och industriområde, men i de norra delarna, vid Helgasjöns strand, finns Hagavik, ett glesbebyggt och sjönära bostadsområde. 
I öster gränsar Norremark till Sandsbro, i väster till Hovshaga och i söder till Hov och Norr. Strax norr om Norremark finns Evedal, med badstrand, camping, restaurang och vandrarhem.